# K Desktop Environment 3
K Desktop Environmet 3はK Desktop Environment (KDE) の第3シリーズのリリースである。このリリースは6つのメジャーリリースを含んでいる。KDE Software Compilation 4のリリースののち、バージョン3.5はTrinityにフォークされた。

## K Desktop Environment 3.0

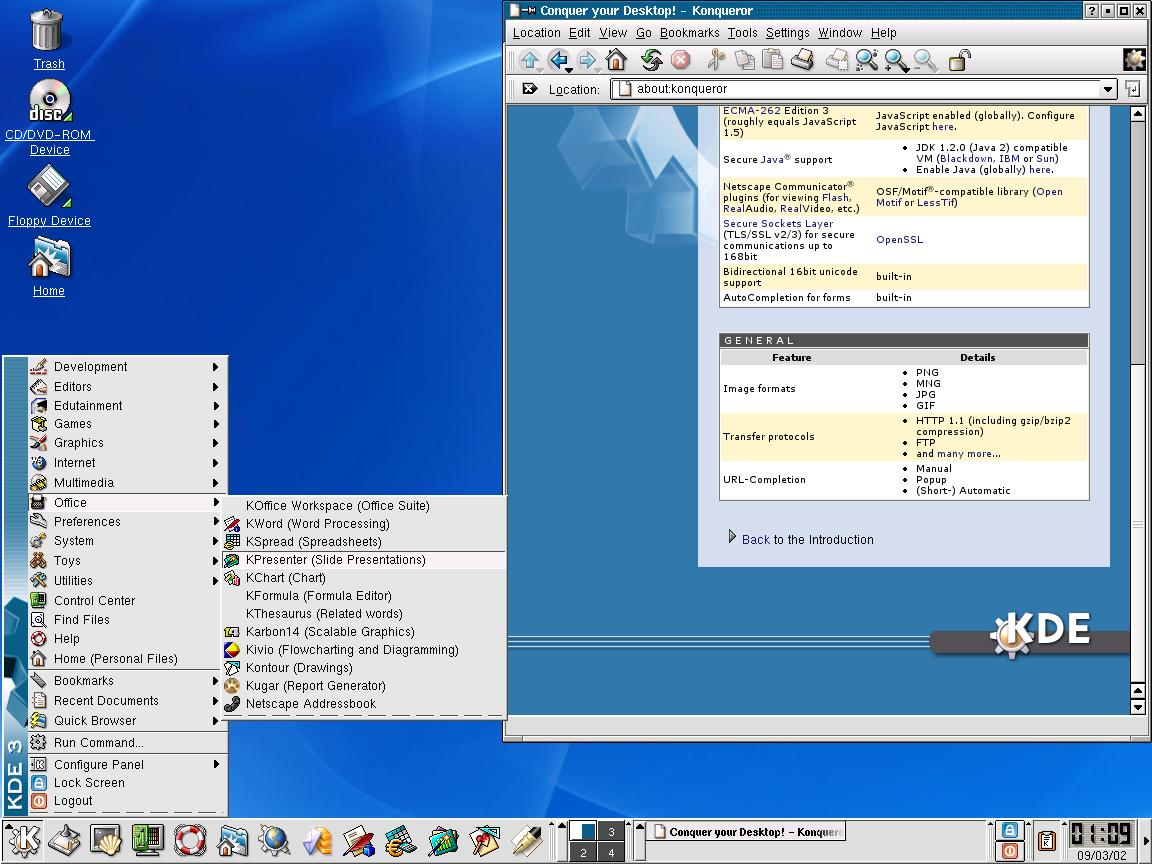
K Desktop Environment 3.0

K Desktop Environmet 3.0は、ネットカフェや企業による利用で、ユーザがソフトウェアの全ての部分に対するアクセスの権限を行うことを不許可にすることが可能で、キオスク環境のような制限された使用法のよりよいサポートが導入された。
K Desktop Environmet 3.0では、新しい印刷のフレームワーク、KDEPrintが登場した。これは、モジュラーデザインになっており、CUPS、CPRng、LDP/LPRといった異なった印刷エンジンをサポートしている。KDEPrintはコマンドラインインタフェース、フレームワーク、GUIによる設定を提供しており、これはOpenOffice.orgやMozilla、Acrobat Readerなどの非KDEアプリケーションにもアクセス可能である。
このリリースはまた、KDEアプリケーションの中心的なアドレス帳を提供する、新たなKDEアドレス帳ライブラリを導入している。

## K Desktop Environment 3.1

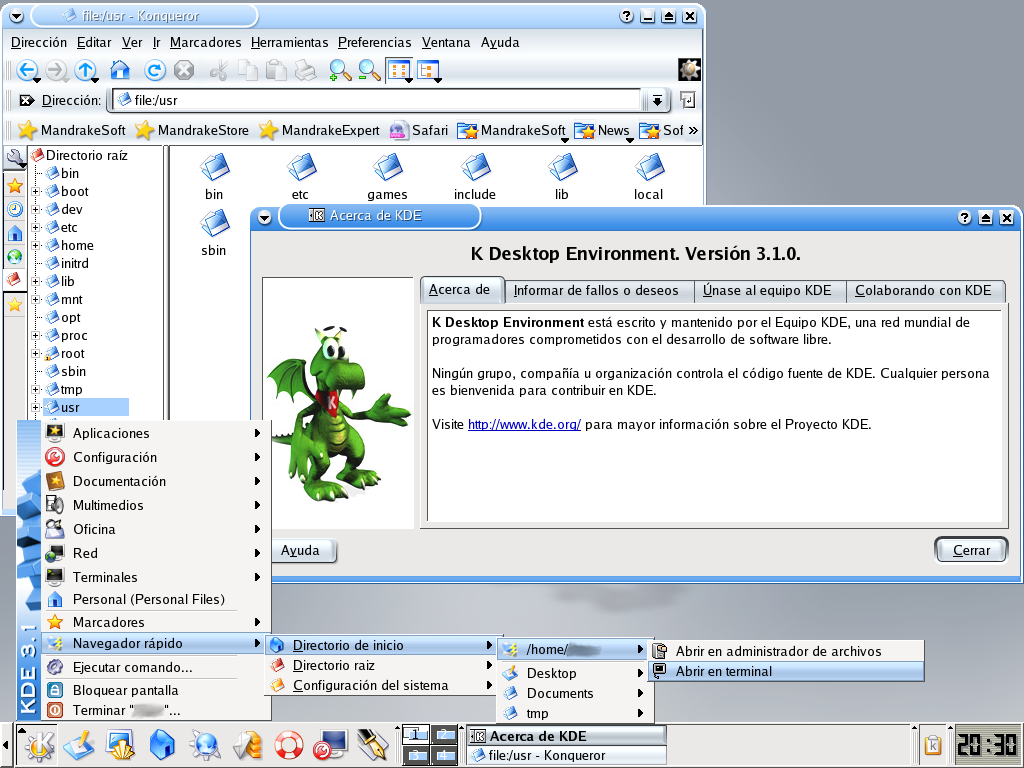
K Desktop Environment 3.1

K Desktop Environmet 3.1ではKeramikという新しいウィンドウのテーマと、Crystalという新しいアイコンのスタイルが導入されるとともに、いくつかの機能強化が行われた。
このリリースではKontactを通じたLDAPの統合が大幅に強化されており、Microsoft Exchange 2000への互換性がKOrganizerでは確保されている。他の改善点としては、Konquerorでのタブブラウジングや、KGetと名付けられた新しいダウンロードマネージャXineに基づく新たなマルチメディアプレーヤーのプラグイン、デスクトップ共有のフレームワークなどがある。

## K Desktop Environment 3.2

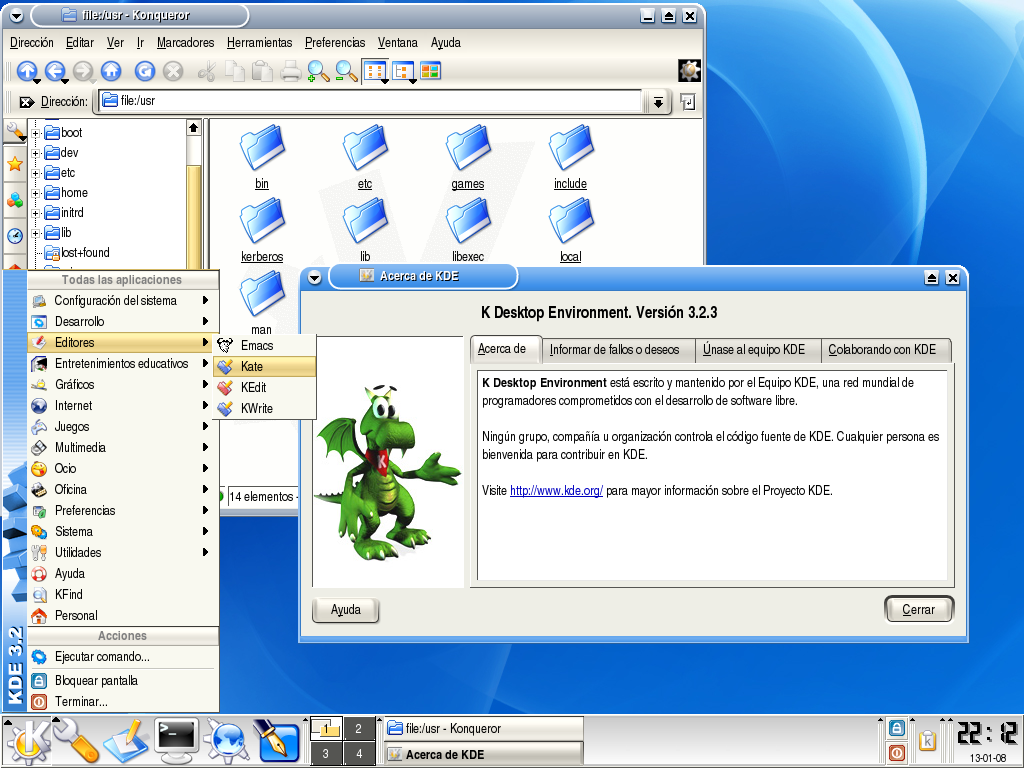
K Desktop Environment 3.2

K Desktop Environmet 3.2は、ウェブフォームやEメールのインラインのスペルチェックや、RDPプロトコルのサポート、パフォーマンスとFreedesktop.org標準への準拠などが行われた。AppleのSafariウェブブラウザとKDEコミュニティの協力により、KDEのウェブサポートはウェブ標準に対する準拠を向上させ、パフォーマンスの向上も見られる。
このリリースには、JuKやKopete、KWalletなどの新しいアプリケーションが含まれている。

## K Desktop Environment 3.3

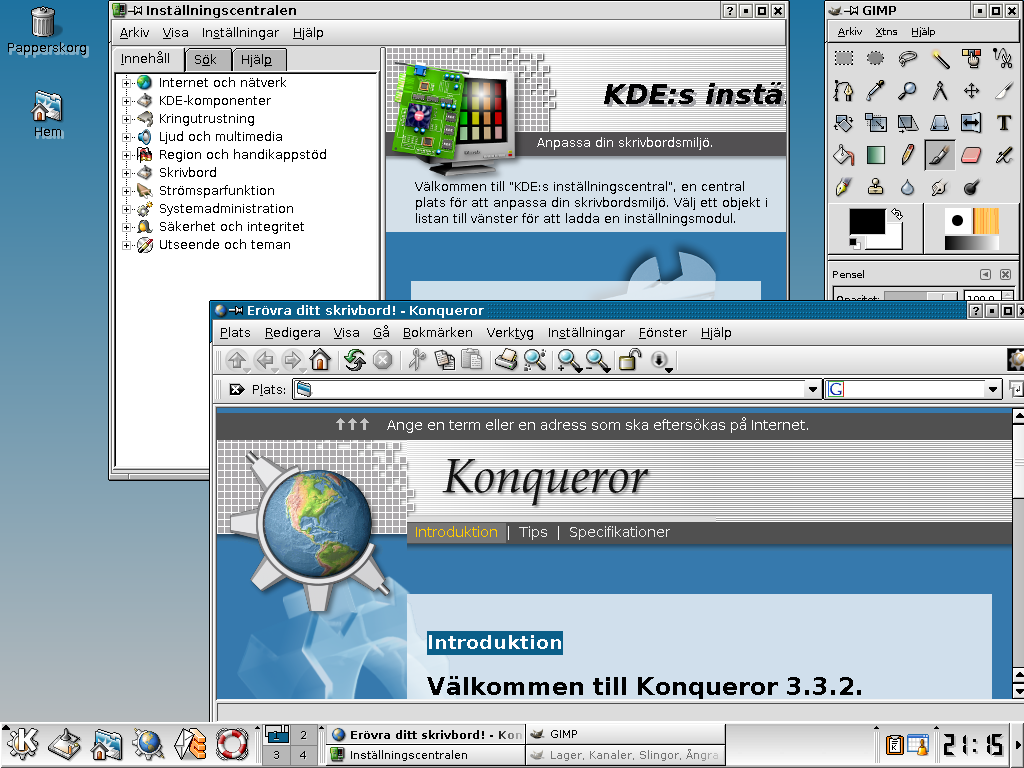
K Desktop Environment 3.3

K Desktop Environmet 3.3は他のデスクトップのコンポーネントとの統合に注力した。KontactはグループウェアアプリケーションであるKolabとKpilotに統合され、Konquerorはインスタントメッセージングの連絡先に対するよりよいサポートを提供した。JuKは、K3bを用いての音楽CDを焼くことをサポートする。
このリリースには、Kolourpaintや、KWordQuiz、KLatin、KTurtleなどの新しいアプリケーションが含まれている。

## K Desktop Environment 3.4

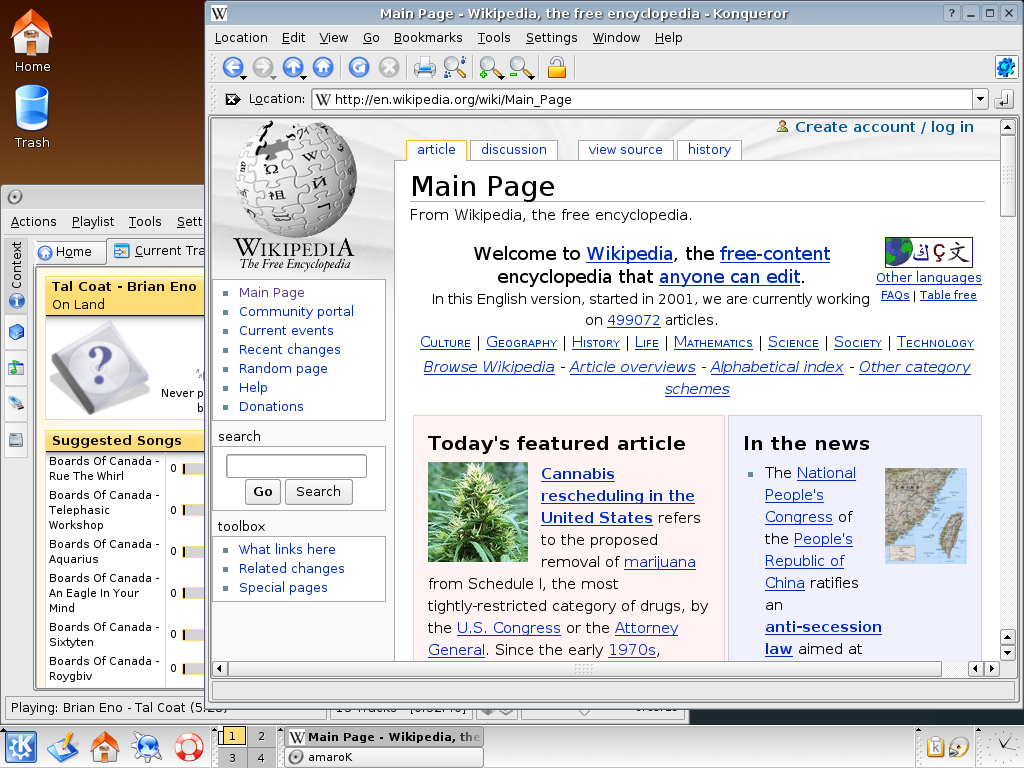
K Desktop Environment 3.4

K Desktop Environmet 3.4は、アクセシビリティを向上させることに注力した。テキスト音声変換システムのサポートが、Konqueror、Kate、KPDR、スタンドアロンのKSayltで追加されている。また、新たなハイコントラストスタイルのアイコンとモノクロのアイコンが追加され、全てのKDEアイコンを2つの希望する色で着色するアイコンエフェクトも追加されている。

## K Desktop Environment 3.5

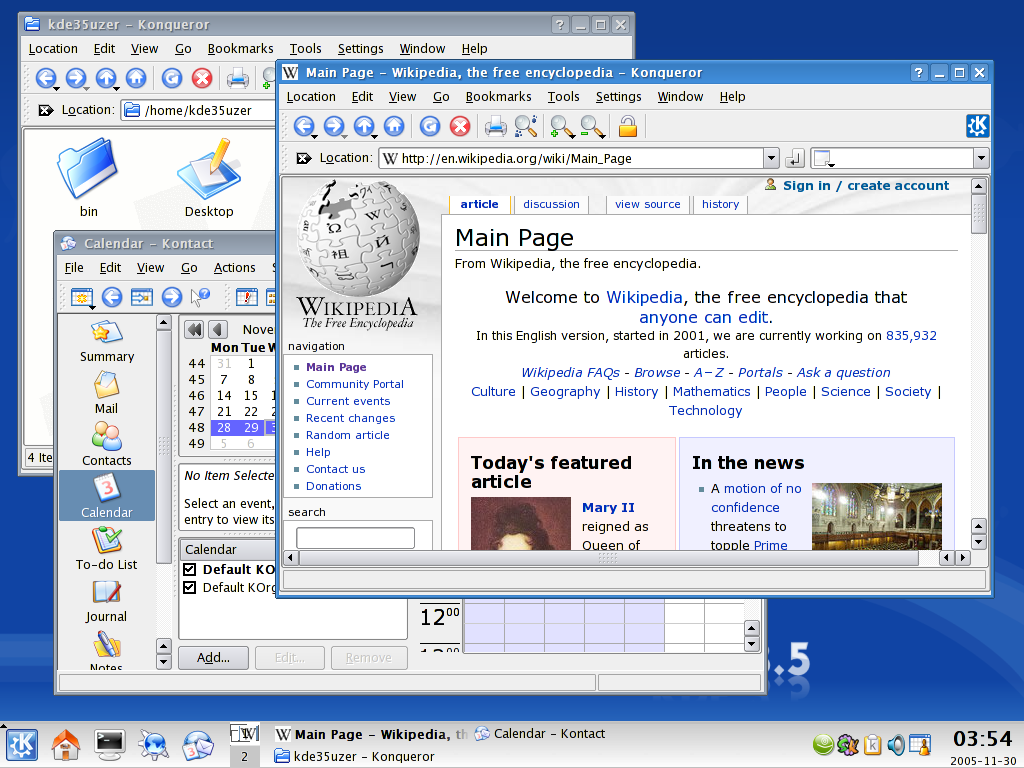
K Desktop Environmet 3.5

K Desktop Environmet 3.5のリリースは、統合され簡単にインストールできるウィジェットを提供するSuperKarambaを加えた。Konquerorは広告ブロックを追加したほか、FirefoxやInternet Explorerよりも早く、2番目にAcid2テストを追加したブラウザになった。KopeteはMSNとYahoo! IMのプロトコルでWebカメラをサポートするようになった。KDE Software Compilation 4のリリース後、K Desktop Environmet 3.5はTrinityとしてフォークされている。